# 760-as busz
A 760-as jelzésű elővárosi autóbusz Budapest, Kelenföld vasútállomás és Bicske, vasútállomás között közlekedik. A viszonylatot a MÁV Személyszállítási Zrt. üzemelteti.

## Megállóhelyei
| 760 (Budapest, Kelenföld vasútállomás – Bicske, vasútállomás)                                             | 760 (Budapest, Kelenföld vasútállomás – Bicske, vasútállomás)       | 760 (Budapest, Kelenföld vasútállomás – Bicske, vasútállomás) | 760 (Budapest, Kelenföld vasútállomás – Bicske, vasútállomás) | 760 (Budapest, Kelenföld vasútállomás – Bicske, vasútállomás) | 760 (Budapest, Kelenföld vasútállomás – Bicske, vasútállomás) | 760 (Budapest, Kelenföld vasútállomás – Bicske, vasútállomás) | 760 (Budapest, Kelenföld vasútállomás – Bicske, vasútállomás) |
| Sorszám (↓)                                                                                               | Megállóhely                                                         | Sorszám (↑) | Átszállási kapcsolatok |                                                               |                                                               |                                                               |                                                               |
| --- | ------------------------------------------------------------------- | --- | --- | ------------------------------------------------------------- | ------------------------------------------------------------- | ------------------------------------------------------------- | ------------------------------------------------------------- |
| 0 | Budapest, Kelenföld vasútállomás végállomás                         | 23 | 1, 19, 49 8E, 40, 40B, 40E, 53, 58, 87, 87A, 88, 88A, 101B, 101E, 108E, 141, 150, 150B, 153, 154, 172, 173, 187, 188, 188E, 250, 250B, 251, 251A, 251E, 272 689, 691, 710, 712, 715, 720, 722, 724, 725, 727, 732, 734, 735, 736, 762, 763, 764, 767, 770, 774, 775, 777, 778, 798, 799 S10 G10 S12 S30 G30 Z30 S34 S35 S36 S40 G40 Z40 S42 Z42 G43 G44 IC, EC, EN, sebesvonat, gyorsvonat, expresszvonat, |                                                               |                                                               |                                                               |                                                               |
| | Budapest, Borszéki utca                                             | 22 | 58 710, 712, 715, 720, 722, 724, 732, 734, 735, 736, 762, 767 |                                                               |                                                               |                                                               |                                                               |
| Őrmezőt csak 12 óráig érintik a Budapest felé közlekedő járatok, ekkor a Péterhegyi útnál nem állnak meg. |                                                                     | | |                                                               |                                                               |                                                               |                                                               |
| | Budapest, Kelenföld vasútállomás (Őrmező) (csak leszállás céljából) | * | 8E, 40, 40B, 40E, 53, 58, 87, 87A, 88, 88A, 101B, 101E, 108E, 141, 150, 150B, 153, 154, 172, 173, 187, 188, 188E, 250, 250B, 251, 251A, 251E, 272 764 S10 G10 S12 S30 G30 Z30 S34 S35 S36 S40 G40 Z40 S42 Z42 G43 G44 IC, EC, EN, sebesvonat, gyorsvonat, expresszvonat, |                                                               |                                                               |                                                               |                                                               |
| Budapest, Sasadi út (csak leszállás céljából)                                                             | *                                                                   | 8E, 40, 40B, 40E, 53, 87, 88, 88A, 108E, 139, 140, 140A, 150, 153, 154, 172, 173, 187, 188, 188E, 240, 272 764 1172, 1173, 1174, 1175, 1176, 1177, 1183, 1184, 1185, 1188, 1189, 1190, 1193, 1194, 1201, 1205, 1212, 1215, 1216, 1229, 1251, 1253, 1254, 1257, 1268 | |                                                               |                                                               |                                                               |                                                               |
| 1 | Budapest, Péterhegyi út                                             | 21 | 710, 712, 720, 722, 724, 732, 734, 735, 736, 762, 767 |                                                               |                                                               |                                                               |                                                               |
| Budapest–Budaörs közigazgatási határa                                                                     |                                                                     | | |                                                               |                                                               |                                                               |                                                               |
| 2 | Budaörs, Benzinkút                                                  | 20 | 172, 173, 288 724, 732, 734, 735, 736, 762 |                                                               |                                                               |                                                               |                                                               |
| Budaörs belső részét csak néhány tanítási szünetben közlekedő menet érinti.                               |                                                                     | | |                                                               |                                                               |                                                               |                                                               |
| * | Budaörs, Lévai utca                                                 | | 40B, 40E, 140, 140A, 140B, 188E, 240, 287 755 |                                                               |                                                               |                                                               |                                                               |
| * | Budaörs, Gimnázium                                                  | 40, 40E, 88, 88A, 140, 140A, 140B, 188, 188E, 240, 287 755, 756, 767 | |                                                               |                                                               |                                                               |                                                               |
| * | Budaörs, Alcsiki dűlő                                               | 88, 88A, 188, 188E, 289 | |                                                               |                                                               |                                                               |                                                               |
| * | Budaörs, Lejtő utca                                                 | 88, 88A, 188, 188E | |                                                               |                                                               |                                                               |                                                               |
| * | Budaörs, Ibolya utca                                                | 88, 88A, 188, 188E, 288 | |                                                               |                                                               |                                                               |                                                               |
| * | Budaörs, Csiki csárda                                               | 88, 88A, 188, 188E, 288 | |                                                               |                                                               |                                                               |                                                               |
| * | Budaörs, Csiki tanya                                                | 88, 88A, 188, 188E | |                                                               |                                                               |                                                               |                                                               |
| * | Budaörs, Gyár utca                                                  | 88, 88A, 188, 188E 767 | |                                                               |                                                               |                                                               |                                                               |
| 3 | Budaörs, Tetra Pak                                                  | 19 | 88, 88A 762 |                                                               |                                                               |                                                               |                                                               |
| Ezt a megállót nem érinti minden menet.                                                                   |                                                                     | | |                                                               |                                                               |                                                               |                                                               |
| * | Budaörs, Ipari és Technológiai Park                                 | | 88, 88A 762, 767 |                                                               |                                                               |                                                               |                                                               |
| Budaörs–Biatorbágy közigazgatási határa                                                                   |                                                                     | | |                                                               |                                                               |                                                               |                                                               |
| A Premier Outlet megállót csak 8:02 és 20:32 között érintik a buszok.                                     |                                                                     | | |                                                               |                                                               |                                                               |                                                               |
| * | Biatorbágy, Premier Outlet                                          | * | 762, 767 |                                                               |                                                               |                                                               |                                                               |
| Ezt a megállót nem érinti minden menet.                                                                   |                                                                     | | |                                                               |                                                               |                                                               |                                                               |
| | Budaörs, Ipari és Technológiai Park                                 | * | 88A 762, 767 |                                                               |                                                               |                                                               |                                                               |
| 4 | Biatorbágy, ALPINE                                                  | 18 | 762, 767, 778 |                                                               |                                                               |                                                               |                                                               |
| 5 | Biatorbágy, Vendel Park                                             | 17 | 762, 767, 778 |                                                               |                                                               |                                                               |                                                               |
| 6 | Biatorbágy, Meggyfa utca                                            | 16 | 761, 763, 767, 778 |                                                               |                                                               |                                                               |                                                               |
| 7 | Biatorbágy, Vasút utca                                              | 15 | 763, 767, 778, 782 |                                                               |                                                               |                                                               |                                                               |
| 8 | Biatorbágy, Kolozsvári utca                                         | 14 | 761, 762, 763, 767, 782 |                                                               |                                                               |                                                               |                                                               |
| 9 | Biatorbágy, Orvosi rendelő                                          | 13 | 761, 762, 763, 767, 782 |                                                               |                                                               |                                                               |                                                               |
| 10 | Biatorbágy, Szentháromság tér                                       | 12 | 762, 763, 767, 782 |                                                               |                                                               |                                                               |                                                               |
| 11 | Biatorbágy, Kálvin tér                                              | 11 | 762, 763, 767, 782 |                                                               |                                                               |                                                               |                                                               |
| Biatorbágy–Etyek közigazgatási határa                                                                     |                                                                     | | |                                                               |                                                               |                                                               |                                                               |
| 12 | Etyek, Kossuth Lajos utca 65.                                       | 10 | 763, 767, 782 |                                                               |                                                               |                                                               |                                                               |
| 13 | Etyek, Községháza                                                   | 9 | 763, 767, 782, 8106, 8117 |                                                               |                                                               |                                                               |                                                               |
| 14 | Etyek, Palatinus utca                                               | 8 | 763, 767, 782, 8106, 8117 |                                                               |                                                               |                                                               |                                                               |
| 15 | Etyek, autóbusz-forduló vonalközi végállomás                        | 7 | 763, 767, 782 |                                                               |                                                               |                                                               |                                                               |
| Ezt a megállót nem érinti minden menet.                                                                   |                                                                     | | |                                                               |                                                               |                                                               |                                                               |
| * | Etyek, Korda Filmstúdió                                             | * | 8106, 8117 |                                                               |                                                               |                                                               |                                                               |
| 16 | Etyek, Boti út                                                      | 6 | 763, 767 |                                                               |                                                               |                                                               |                                                               |
| 17 | Etyek, Boti úti kiskertek                                           | 5 | 763, 767 |                                                               |                                                               |                                                               |                                                               |
| 18 | Etyek, Botpuszta vonalközi végállomás                               | 4 | 763, 767 |                                                               |                                                               |                                                               |                                                               |
| A legtöbb busz Botpusztáig közlekedik, Bicskéig csak bizonyos menetek mennek ki.                          |                                                                     | | |                                                               |                                                               |                                                               |                                                               |
| 19 | Háromrózsa-tanya                                                    | 3 | 767 |                                                               |                                                               |                                                               |                                                               |
| Etyek–Bicske közigazgatási határa                                                                         |                                                                     | | |                                                               |                                                               |                                                               |                                                               |
| 20 | Bicske, Műszaki áruház                                              | 2 | 702, 767, 784, 8002, 8011, 8106, 8110, 8120, 8122, 8123, 8124, 8128 1251, 1253, 1254 |                                                               |                                                               |                                                               |                                                               |
| 21 | Bicske, vasútállomás bejárati út                                    | 1 | 702, 767, 784, 8002, 8011, 8106, 8110, 8120, 8122, 8123, 8124, 8128 |                                                               |                                                               |                                                               |                                                               |
| 22 | Bicske, vasútállomás végállomás                                     | 0 | 702, 767, 784, 8002, 8011, 8106, 8110, 8120, 8122, 8123, 8124, 8128 S10 G10 S12 InterRégió |                                                               |                                                               |                                                               |                                                               |